# Kuhn (Familienname)
Kuhn ist ein deutscher Familienname.

## Herkunft und Bedeutung
Der Familienname entstand aus einer Kurzform des Vornamens Konrad und war damit ursprünglich ein Patronym.
Außerdem kann Kuhn als Variante des jüdischen Familiennamens Kohn (bzw. Cohn, Cohen, Kohen) vorkommen.

## Varianten
- Ähnliche Namen: Kuen, Kühn, Kühne, Kühnle, Kuhnle, Kuhnke

## Verbreitung
Gemessen an der Bevölkerungszahl liegen die deutschen Zentren des Familiennamens im Saarland und in der Pfalz, im Odenwald und in Franken, ferner in Nordhessen und in Schwaben.
In der Schweiz, wo Kuhn mit neuhochdeutscher Monophthongierung und Kuen mit mittelhochdeutsch-alemannischem Diphthong nebeneinander vorkommen, ist die Familie in den Kantonen Aargau, Bern, St. Gallen, Solothurn, Thurgau und Zürich alteingesessen (schon vor 1800 das Gemeindebürgerrecht besitzend).
In Österreich kommt der Name vor allem im urbanen Bereich vor.

## Namensträger

### A
- Abraham Kuhn (1838–1900), elsässischer Mediziner
- Adalbert Kuhn (1812–1881), deutscher Indogermanist und Mythologe
- Adam Kuhn (1741–1817), US-amerikanischer Arzt und Naturforscher
- Adolf Kuhn (1865–1935/1937), Arzt, Epidemiologe und Hygieniker
- Akemi Kuniyoshi-Kuhn (* 1953), japanische Pianistin und Komponistin
- Albert Kuhn (1839–1929), Schweizer Kunsthistoriker und Hochschullehrer
- Alexander Kuhn (* 1981), deutscher Jazzsaxophonist
- Alfred Kuhn (Kunsthistoriker) (1885–1940), deutscher Kunsthistoriker
- Alfred Kuhn (Chemiker) (1895–1960), deutscher Chemiker
- Alfred Kuhn (Sänger) (1938–2024), deutscher Sänger (Bass)
- Alison Kuhn (* 1995), deutsche Filmemacherin, Schauspielerin und Autorin
- Alois Kuhn (Eishockeyspieler) (1910–1996), deutscher Eishockeyspieler
- Alois Kuhn (Karikaturist) (* 1940), deutscher Karikaturist
- Alwin Kuhn (1902–1968), deutscher Romanist
- Andreas Kühn (Geistlicher) (1624–1702), deutscher Geistlicher
- Andreas Kühn (Politiker) (* 1968), deutscher Politiker (CDU)
- Annegret Kuhn (* 1967), deutsche Dermatologin
- Annemarie Kuhn (* 1937), deutsche Politikerin (SPD), MdEP
- Annette Kuhn (Historikerin) (1934–2019), deutsche Historikerin sowie Friedens- und Frauenforscherin
- Annette Kuhn (Medienwissenschaftlerin), Medienwissenschaftlerin
- Arno Kuhn (1934–2010), deutscher Politiker
- August Kuhn (1886–1964), deutscher Politiker
- Axel Kuhn (Historiker) (* 1943), deutscher Historiker und Schriftsteller
- Axel Kuhn (Logistiker) (* 1944), deutscher Logistiker und Hochschullehrer
- Axel Kuhn (Buchwissenschaftler), deutscher Buchwissenschaftler

### B
- Barbara Kuhn (* 1962), deutsche Romanistin und Hochschullehrerin
- Bärbel Kuhn (* 1957), deutsche Historikerin, Geschichtsdidaktikerin, Romanistin und Hochschullehrerin
- Beat Kuhn (* 1939), Schweizer Eishockeyspieler
- Beate Kuhn (1927–2015), deutsche Keramikerin
- Béla Kuhn (1886–1939), ungarischer Politiker, siehe Béla Kun
- Benedikt Kuhn (* 1986), deutscher politischer Beamter (CDU)
- Bernd Kuhn (Eishockeyspieler) (* 1944), deutscher Eishockeyspieler und -trainer
- Bernd Kuhn (Ruderfunktionär) (* 1948), Trainer, Schiedsrichter und Funktionär im Rudersport
- Bernereda Kuhn (1900–1944), deutsche Steyler Missionsschwester und Märtyrin
- Bernhard Kuhn (* 1969), deutscher Italoromanist, Literaturwissenschaftler und Hochschullehrer
- Bernhard Friedrich Kuhn (1762–1825), Schweizer Politiker und Gletscherforscher
- Bernhard Friedrich Rudolph Kuhn (1775–1840), Oberbürgermeister von Weimar
- Berthold Kuhn (* 1965), deutscher Politikwissenschaftler
- Bob Kuhn (Robert Frederick Kuhn; 1920–2007), US-amerikanischer Maler, Illustrator und Bildhauer
- Bodo Kuhn (* 1967), deutscher Leichtathlet
- Bowie Kuhn (1926–2007), US-amerikanischer Anwalt und Sportfunktionär

### C
- Carl Kuhn (Maler) (1899–1980), deutscher Maler
- Carl Friedrich Kuhn (1807–1874), deutscher Unternehmer
- Carola Kuhn (* 1999), Schweizer Unihockeyspielerin

- Charles Kuhn (1831–1888), Schweizer Unternehmer, Politiker und Offizier
- Charles Kuhn (Kunsthistoriker) (1901–1985), US-amerikanischer Kunsthistoriker, Kurator und Museumsleiter
- Charles-Gustave Kuhn (1889–1952), Schweizer Springreiter
- Christoph Kuhn (* 1951), deutscher Schriftsteller
- Christoph Kuhn (Architekt) (* 1966), deutscher Architekt und Hochschullehrer
- Claus-Dieter Kuhn (* 1978), deutscher Biochemiker

### D
- Daniel Kuhn, Schweizer Glockengießer
- Daniel Kuhn (Lehrer) (1803–1872), deutscher Lehrer und Heimatforscher
- Dieter Kuhn (Fußballspieler) (* 1940), deutscher Fußballspieler
- Dieter Kuhn (Sinologe) (1946–2024), deutscher Sinologe
- Dieter Kuhn (Maler) (* 1949), Schweizer Maler
- Dieter Thomas Kuhn (* 1965), deutscher Musiker und Sänger
- Dina Kuhn (1891–1963), österreichische Keramikerin
- Dismas Kuhn (1834–1894), österreichischer Gynäkologe
- Dominik Kuhn (* 1969), deutscher Produzent, Regisseur, Musiker und Übersetzer
- Dominique Kuhn (* 1976), deutscher American-Football-Spieler
- Dorothea Kuhn (1923–2015), deutsche Wissenschaftshistorikerin und Philologin

### E
- Egon Kuhn (1927–2019), deutscher Kommunalpolitiker, Sozialdemokrat und Gewerkschafter
- Elisabeth Kuhn (1930–2012), deutsche Weinkönigin
- Elmar Kuhn (* 1944), deutscher Heimatforscher und Autor
- Emil Kuhn (Historiker) (1807–1888), deutscher Jurist und Historiker
- Emil Kuhn-Schnyder (1905–1994), Schweizer Paläontologe
- Emil Adolf Kuhn (1886–1952), Schweizer Maler und Grafiker
- Erich Kuhn (1890–1967), deutscher Bildhauer
- Ernst Kuhn (Verleger, 1822) (1822–1885), deutscher Verlagsbuchhändler und Verleger
- Ernst Kuhn (Verleger, 1845) (1845–1910), Schweizer Verleger und Fotograf
- Ernst Kuhn (Indologe) (1846–1920), deutscher Indologe und Indogermanist
- Ernst Kuhn (Unternehmer, 1853) (1853–1903), deutscher Ingenieur und Unternehmer
- Ernst Kuhn (Unternehmer, 1854) (1854–1938), Schweizer Unternehmer und Politiker
- Ernst Kuhn (Architekt, 1880) (1880–1965), Schweizer Architekt
- Ernst Kuhn (Architekt, II), deutscher Architekt
- Ernst Kuhn (Politiker), deutscher Politiker (DDP, DPFW), Danziger Volkstagsabgeordneter
- Ernst Kuhn (Mediziner) (Ernst Kuhn-Candrian; 1916–2020), Schweizer Internist
- Ernst Kuhn (Radsportler) (1917–1993), Schweizer Radsportler
- Ernst Kuhn (Musikwissenschaftler), deutscher Verleger und Musikwissenschaftler
- Ernst Kuhn, Geburtsname von Ernest Montego (1936–2016), deutscher Jongleur
- Ernst Kuhn-Ramser (1920–2012), Schweizer Lehrer, Mathematiker und Physiker
- Esther Kuhn (* 1980), österreichische Schauspielerin
- Eugen Kuhn (1895–1970), Schweizer Lehrer und Schriftkünstler
- Eugen Kuhn (Fußballspieler) (1909–?), deutscher Fußballspieler

### F
- Fanie Kuhn (1935–2014), südafrikanischer Rugby-Union-Spieler
- Felicitas Kuhn (1926–2022), österreichische Illustratorin
- Félix Kuhn (1824–1905), französischer Theologe und Pastor
- Felix Kuhn (* 1950), Schweizer Architekt
- Ferdinand Kuhn (1851–1923), deutscher Tiefbauingenieur
- Franz Kuhn (Mediziner) (1866–1929), deutscher Chirurg und Anästhesiepionier
- Franz Kuhn (Sinologe) (1884–1961), deutscher Jurist und Sinologe
- Franz Kuhn von Kuhnenfeld (1817–1896), österreichischer Politiker
- Franz-Josef Kuhn (1883–1959), deutscher Landwirt und Politiker
- Franz Sales Kuhn (1864–1938), deutscher Architekt
- Friedrich Kuhn (Unternehmer) (1790–1871), deutscher Unternehmer
- Friedrich Kuhn (Heimatforscher) (1895–1976),  deutscher Lehrer, Heimatforscher und Politiker (SPD)
- Friedrich Kuhn (Mediziner) (1912–1970), deutscher Chirurg und Altertumsforscher
- Friedrich Kuhn (Bobfahrer) (1919–2005), deutscher Bobfahrer
- Friedrich Kuhn (Maler, 1926) (1926–1972), Schweizer Maler, Zeichner und Bildhauer
- Friedrich Kuhn (Maler, 1937) (* 1937), deutscher Maler
- Friedrich Adalbert Maximilian Kuhn (1842–1894), deutscher Botaniker
- Friedrich Adolph Kuhn (1774–1844), deutscher Lyriker und Übersetzer
- Fritz Kuhn (Architekt) (1882–1960), deutscher Architekt
- Fritz Kuhn (Militärpatrouillenläufer), Schweizer Militärpatrouillenläufer
- Fritz Kuhn (Schriftsteller) (1918–2013), deutscher Schriftsteller
- Fritz Kuhn (* 1955), deutscher Politiker (Bündnis 90/Die Grünen)
- Fritz Julius Kuhn (1896–1951), deutsch-US-amerikanischer Chemiker und Politiker (NSDAP, FONG)

### G
- Gabriel Kuhn (* 1972), US-amerikanischer Autor österreichischer Herkunft
- Gabriele Kuhn-Zuber (* 1960), deutsche Juristin und Hochschullehrerin für Rechtliche Grundlagen der Sozialen Arbeit und Heilpädagogik
- Georg Kuhn (General) (1842–1929), deutscher General der Artillerie
- Georg Kuhn (Jurist) (1907–1982), deutscher Jurist und Richter
- Georg Kuhn (Fechter) (* 1992), Schweizer Fechter
- Gotthilf Kuhn (1819–1890), deutscher Unternehmer
- Gotthold Kuhn (1846–nach 1909), württembergischer Oberamtmann
- Gottlieb Jakob Kuhn (1775–1849), Schweizer Volksliederdichter
- Gregor Kuhn († 1922), deutscher Automobilrennfahrer
- Günther Kuhn (* 1943), deutscher Politiker, Bürgermeister von Külsheim
- Gustav Kuhn (* 1945), österreichischer Dirigent und Regisseur

### H
- Hanno Kuhn (Schachspieler), deutscher Fernschachspieler
- Hanno Kuhn (Spieleautor), deutscher Spieleautor
- Hanns Kuhn (1894–1941), deutscher Lehrer, Archivar und Heimatforscher
- Hans Kuhn († 1587), deutscher Politiker, Bürgermeister von Dresden, siehe Hans Khun
- Hans Kuhn (Marineoffizier) (1824–1891), deutscher Konteradmiral
- Hans Kuhn (Beamter) (1884–1980), Schweizer Beamter
- Hans Kuhn (Politiker, 1898) (1898–nach 1936), deutscher Politiker (SPD, NSDAP), Mitglied des Volkstags in Danzig
- Hans Kuhn (Philologe, 1899) (1899–1988), deutscher Sprachwissenschaftler
- Hans Kuhn (Künstler) (1905–1991), deutscher Künstler
- Hans Kuhn (Politiker, 1912) (1912–1996), deutscher Politiker (CDU), Oberbürgermeister von Homburg
- Hans Kuhn (Physikochemiker) (1919–2012), Schweizer Physikochemiker
- Hans Kuhn (Philologe, 1927) (1927–2023), Schweizer Sprachwissenschaftler und Hochschullehrer
- Hans Kuhn (Radsportler) (* 1948), deutscher Radrennfahrer
- Hans-Georg Kuhn (1924–2018), deutscher Politiker (CDU), MdHB
- Hans Jakob Kuhn (1929–2002), Schweizer Chemiker und Mediziner
- Hans-Jürgen Kuhn (* 1953), deutscher Politiker (AL, Bündnis 90/Die Grünen), MdA Berlin
- Hans Peter Kuhn (* 1952), deutscher Klangkünstler und Komponist
- Hans Wolfgang Kuhn (1927–1986), deutscher Soziologe und Politikwissenschaftler
- Harold W. Kuhn (1925–2014), US-amerikanischer Mathematiker
- Harry Kuhn (1900–1973), deutscher Politiker (KPD, SED)
- Heinrich Kuhn (Maler) (1906–1991), deutscher Maler
- Heinrich Kuhn (Fotograf) (1918–2001), deutscher Fotograf
- Heinrich Kuhn (Schriftsteller) (* 1939), Schweizer Schriftsteller
- Heinrich Kuhn (Politiker) (* 1940), deutscher Politiker (AfD)
- Heinrich Kuhn (Wirtschaftsingenieur) (* 1959), deutscher Wirtschaftsingenieur und Hochschullehrer
- Heinrich Scheller-Kuhn (1857–1932), Schweizer Maler
- Heinrich Gerhard Kuhn (1904–1994), deutsch-britischer Physiker
- Heinz Kuhn (Gewichtheber) (* 1937), deutscher Gewichtheber und Verbandsfunktionär
- Heinz Kuhn-Weiss (* 1948), deutscher Automobilrennfahrer
- Heinz-Wolfgang Kuhn (1934–2023), deutscher Theologe
- Helma Kuhn-Theis (* 1953), deutsche Politikerin (CDU)
- Helmut Kuhn (Philosoph) (1899–1991), deutscher Philosoph
- Helmut Kuhn (Grafiker) (* 1925), österreichischer Grafiker, Texter und Biograph
- Helmut Kuhn (Politiker) (1931–2025), deutscher Politiker (CDU), Oberbürgermeister von Hanau
- Helmut Kuhn (Journalist) (* 1962), deutscher Journalist und Autor
- Herbert Kuhn (1913–1969), deutscher Pfarrer und Schriftsteller
- Heribert Kuhn (* 1953), deutscher Journalist und Literaturkritiker
- Hermann Kuhn (Illustrator), deutscher Zeichner und Illustrator, um 1950 Schöpfer der „Wurzelputz“-Sammelbilder
- Hermann Kuhn (Politiker) (* 1945), deutscher Kommunalpolitiker und ehemaliger Abgeordneter der Bremischen Bürgerschaft
- Hermann Kuhn (Schriftsteller) (* 1950), deutscher Schriftsteller und Führungskraft
- Hermann Nikolaus Kuhn (1834–1905), deutscher Lehrer, Publizist und Journalist
- Horst Kuhn (1932–1991), deutscher Jurist
- Hugo Kuhn (1909–1978), deutscher Germanist

### I
- Irène Kuhn (* 1947), französische Übersetzerin und Sachbuchautorin
- Isobel Kuhn (geb. Isobel Selina Miller, auch Belle; 1901–1957), kanadische Missionarin

### J
- Jacques Kuhn (1919–2016), Schweizer Unternehmer und Gründer Tibet-Institut Rikon
- Jakob Kuhn (Buchbinder) (1732–1793), Schweizer Buchbinder und Verleger
- Jakob Kuhn (Unternehmer) (1846–1922), Schweizer Unternehmer
- Jakob Kuhn (Stadtrat)  (1891–1957), Stadtrat (SPD) in Sinzig (Ahr), Funktionär im Verband Deutscher Kriegsblinder
- Jakob Kuhn, eigentlicher Name von Köbi Kuhn (1943–2019), Schweizer Fußballtrainer
- Jean-Pierre Kuhn (1903–1984), luxemburgischer Radrennfahrer
- Jerry Kuhn (Gerald Vale Kuhn III; * 1986), deutsch-amerikanischer Eishockeytorwart
- Joachim Kuhn (1913–1994), deutscher Major und Widerstandskämpfer
- Jochen Kuhn (Regisseur) (* 1954), deutscher Regisseur und Drehbuchautor
- Jochen Kuhn (Physikdidaktiker) (* 1974), deutscher Physikdidaktiker und Hochschullehrer
- Johann Kuhn (Stuckateur) (1592–??), deutscher Stuckateur
- Johann Kuhn (Orgelbauer) (1766–1806), deutscher Orgelbauer
- Johann Kuhn (Politiker) (1877–1954), deutscher Politiker (Zentrum)
- Johann Baptist Kuhn (1810–1861), deutscher Maler und Lithograf
- Johann Jakob Kuhn (Maler, 1740) (1740–1816), Schweizer Maler und Zeichner
- Johann Jakob Kuhn (Maler, 1780) (Johann Jakob Kuhn II.; 1780–1850), Schweizer Maler und Zeichner
- Johann Nepomuk Kuhn (1827–1888), deutsch-schweizerischer Orgelbauer
- Johannes von Kuhn (1806–1887), deutscher Theologe
- Johannes Kuhn (Theologe, 1924) (1924–2019), deutscher Theologe und Fernsehpfarrer
- Johannes Nicolaus Kuhn (1670–1744), deutscher Architekt
- John Kuhn (* 1982), US-amerikanischer American-Football-Spieler
- Josef Kuhn (Maler) (1898–1979), Schweizer Maler und Bildhauer
- Josef Kuhn (Dichter) (1918–2005), deutscher Lehrer, Heimatdichter und Schriftsteller
- Joseph Kuhn (Theologe) (1819–1906), deutscher Theologe und Schriftsteller
- Joseph Kuhn (Soziologe) (* 1958), deutscher Soziologe, Gesundheitswissenschaftler und Epidemiologe
- Joseph E. Kuhn (1864–1935), US-amerikanischer Generalmajor
- Joseph Francis Kuhn (1924–1962), US-amerikanischer Dirigent und Komponist
- Julia Kuhn (* 1985), deutsche Automobilrennfahrerin
- Julius Kuhn (* 1992), deutscher Film- und Theaterschauspieler

### K
- Kaila Kuhn (* 2003), US-amerikanische Freestyle-Skisportlerin
- Karl Kuhn (Physiker) (auch Carl Kuhn; 1816–1869), deutscher Physiker und Mathematiker
- Karl Kuhn (Goetheforscher) (1840–1907), deutscher Jurist und Goetheforscher
- Karl Kuhn (Fussballspieler) (1892/1893–1962), Schweizer Fußballspieler
- Karl Kuhn (Kellner) (1897–1923), deutsches Todesopfer des Hitlerputsches
- Karl Kuhn (Politiker) (1898–1986), deutscher Lehrer und Politiker (SPD)
- Karl Kuhn (Widerstandskämpfer) (1910–1984), deutscher Widerstandskämpfer
- Karl Kuhn (Biologe) (1934–2014), deutscher Biologe und Hochschullehrer
- Karl-Christoph Kuhn (* 1953), deutscher römisch-katholischer Theologe
- Karl Georg Kuhn (1906–1976), deutscher evangelischer Theologe, Orientalist und Hochschullehrer
- Karlheinz Kuhn (auch Karl-Heinz Kuhn; 1930–2001), deutscher Maler und Grafiker
- Karl-Heinz Kuhn (Unternehmer) (1936/1937–2003), deutscher Unternehmensgründer
- Katharina Kuhn (1878–1948), deutsche Politikerin (SPD)
- Katrin Kuhn (Politikerin) (* 1953) Schweizer Politikerin
- Katrin Kuhn (Filmproduzentin), Filmproduzentin
- Kevin Kuhn (Schriftsteller) (* 1981), deutscher Schriftsteller und Literaturwissenschaftler.
- Kevin Kuhn (Radsportler) (* 1998), Schweizer Radrennfahrer
- Köbi Kuhn (1943–2019), Schweizer Fußballtrainer
- Konrad Kuhn, deutscher Dramaturg
- Konrad J. Kuhn (* 1978), Schweizer Historiker, Volkskundler, Kulturanthropologe und europäischer Ethnologe
- Kristian Kuhn (* 1987), deutscher Basketballspieler
- Krystyna Kuhn (* 1960), deutsche Schriftstellerin

### L
- Leo Kuhn (1908–2004), österreichischer Widerstandskämpfer, Geschichtsvermittler sowie KZ-Überlebender
- Leonhard Kuhn (* 1987), deutscher Jazzmusiker und Komponist
- Leopold Kuhn (1861–1902), österreichischer Theaterdirektor, Kapellmeister und Komponist
- Lorenz Kuhn (1924–2020), Schweizer Unternehmer
- Lorenz Jacob Kuhn (1884–1942), aserbaidschanischer Politiker
- Lothar Kuhn (1946–2017), deutscher Szenenbildner und Architekt
- Ludwig Kuhn (1918–2001), deutscher Eishockeyspieler
- Lutz Kuhn (* 1969), deutscher General

### M
- Maggie Kuhn (1905–1995), US-amerikanische politische Aktivistin
- Maja Schütz-Kuhn (1931–1992), Schweizer Porzellanmalerin
- Manfred Kuhn (1931–2011), deutscher Chemiker
- Manfred Kuhn (Musiker) (* 1942), Violinist
- Marc Kuhn (* 1940), Schweizer Künstler
- Maren Kuhn-Rehfus (1933–1993), deutsche Historikerin und Archivarin
- Marianne Kuhn (* 1949), Schweizer Zeichnerin
- Marie-Luise Kuhn (1945–1999), deutsche Politikerin (SPD)
- Mark Kuhn (* 1959), Schweizer Schauspieler
- Markus Kuhn (Informatiker) (* 1971), deutscher Informatiker
- Markus Kuhn (Medienwissenschaftler) (* 1972), deutscher Medienwissenschaftler
- Markus Kuhn (Footballspieler) (* 1986), deutscher Footballspieler
- Marta Kuhn-Weber (1903–1990), deutsche Malerin, Bildhauerin und Puppenmacherin
- Martin Kuhn (Politiker), deutscher Schuhmacher und Politiker (SPD), MdL Sachsen
- Martin Kuhn (Bildhauer) (* 1966), deutscher Bildhauer
- Matt Kuhn, US-amerikanischer Autor
- Max Kuhn (Maler) (1838–1888), deutscher Maler und Lithograf
- Max Kuhn (Architekt) (1882–1938), Schweizer Architekt
- Max Kuhn (Komponist) (1896–1994), Schweizer Pianist, Organist, Chorleiter und Komponist
- Max A. Kuhn (1895–1976), deutscher Maler und Grafiker
- Maximilian Kuhn (1842–1894), deutscher Botaniker, siehe Friedrich Adalbert Maximilian Kuhn
- Michael Kuhn (Konstrukteur) (1851–1903), deutscher Ingenieur
- Michael Kuhn (Journalist) (* 1937), österreichischer Sportjournalist
- Michael Kuhn (Produzent) (* 1949), kenianisch-britischer Filmproduzent
- Michael Kuhn (Schriftsteller) (* 1955), deutscher Schriftsteller
- Michael Kuhn (Ringer), deutscher Ringer
- Michael Kuhn (Musiker) (* 1962), deutscher Kriminalbeamter, Musiker und Komponist
- Michael Kuhn (Turner) (* 1964), deutscher Trampolinturner
- Michael Kuhn (Fußballspieler) (* 1979), deutscher Fußballspieler
- Michael Kuhn (Eishockeyspieler) (* 1995), deutscher Eishockeyspieler
- Michaela Kuhn (* 1961), deutsche Pharmakologin, Physiologin und Hochschullehrerin
- Michel Kuhn (1949–1993), Schweizer Radrennfahrer
- Mickey Kuhn (auch Michael Kuhn, Mike Kuhn; 1932–2022), US-amerikanischer Schauspieler
- Moritz Kuhn (Wirtschaftswissenschaftler) (* 1980), deutscher Ökonom und Hochschullehrer
- Moritz Kuhn (Fußballspieler) (* 1991), deutscher Fußballspieler
- Moritz W. Kuhn (1944–2018), Schweizer Jurist
- Moriz Kuhn (* 1843), österreichischer Physiker

### N
- Nelson Kuhn (* 1937), kanadischer Ruderer
- Nico Kuhn (* 1985), deutscher Autor
- Nicola Kuhn (Journalistin) (* 1962), deutsche Journalistin
- Nicola Kuhn (* 2000), deutsch-spanischer Tennisspieler
- Niklaus Kuhn (* 1934), Schweizer Architekt und Politiker
- Nikolaus Josef Kuhn, Geograph und Hochschullehrer
- Nina Kuhn (* 1983), deutsche Triathletin
- Norbert Kuhn (* 1957), deutscher Informatiker und Hochschullehrer/-präsident

### O
- Oliver Kuhn (* 1972), deutscher Journalist, Karikaturist und Buchautor
- Oskar Kuhn (1908–1990), deutscher Paläontologe
- Oswald Kuhn (1846–1922), deutscher Architekt
- Otto Kuhn (1896–1978), deutscher Zoologe und Hochschullehrer
- Otto Kuhn (Künstler) (1918–1980), Schweizer Maler und Zeichenlehrer

### P
- Paul Kuhn (Sänger, 1874) (1874–1966), deutscher Opernsänger (Tenor)
- Paul Kuhn (Mathematiker) (1901–1984), schwedisch-tschechischer Mathematiker
- Paul Kuhn (St. Michaelsvereinigung) (1920–2002), Schweizer Gründer einer religiösen Gruppe
- Paul Kuhn (1928–2013), deutscher Pianist, Bandleader und Sänger
- Peter Kuhn (Bergmeister) (um 1628–1682), böhmischer Bergmeister und Unternehmer
- Peter Kuhn (Ingenieur) (1932–2011), deutscher Ingenieur
- Peter Kuhn (Geistlicher) (Peter Paul Kuhn; 1935–1995), Schweizer Geistlicher und Politiker (CVP)
- Peter Kuhn (Judaist) (* 1938), deutscher Theologe, Judaist und Hochschullehrer
- Peter Kuhn (General) (* 1942), deutscher Brigadegeneral
- Peter Kuhn (Ruderer), deutscher Ruderer
- Peter Kuhn (Jazzmusiker) (* 1954), US-amerikanischer Jazzmusiker
- Peter Kuhn (Sportwissenschaftler) (* 1959), deutscher Sportwissenschaftler und Hochschullehrer
- Peter Kuhn (Karnevalist) (* 1962), deutscher Karnevalist
- Peter Kuhn (Dirigent) (* 1964), deutscher Dirigent
- Peter Perini-Kuhn (1927–2020), Schweizer Anwalt, Richter und Politiker
- Philalethes Kuhn (1870–1937), deutscher Tropenmediziner und Hygieniker
- Philippe Kuhn (1827–1905), Schweizer Maler und Restaurator
- Pierre Mounier-Kuhn (1901–1998), französischer HNO-Arzt

### R
- Rainer Kuhn (* 1961), deutscher Archäologe
- Reinhard Kuhn (* 1953), deutscher Brigadegeneral der Bundeswehr
- Richard Kuhn (1900–1967), deutscher Chemiker
- Richard Kuhn (Maler) (* 1954), deutscher Maler
- Rita Kuhn (1916–2011), deutsche Malerin
- Robert Kuhn (Politiker) (1895–1961), Schweizer Politiker (FDP)
- Robert Kuhn (Künstler) (1905–1999), deutscher Bildhauer, Maler und Grafiker
- Robert Kuhn (Drehbuchautor), Drehbuchautor und Produzent
- Robert Frederick Kuhn (1920–2007), US-amerikanischer Maler, Illustrator und Bildhauer, siehe Bob Kuhn
- Roland Kuhn (1912–2005), Schweizer Psychiater
- Rolf Kuhn (1946–2024), deutscher Städtebauer und Gebietsplaner
- Romana Menze-Kuhn (* 1957), deutsche Malerin und Installationskünstlerin
- Rosina Kuhn (* 1940), Schweizer Kunstmalerin
- Rudolf Kuhn (Maler, Schweiz) (1703/1706–1756), Schweizer Ofenmaler
- Rudolf Kuhn (Schriftsteller) (1885/1895–1958), Schweizer Architekt und Schriftsteller
- Rudolf Kuhn (Maler) (1893–1936), deutscher Maler
- Rudolf Kuhn (Politiker) (1928–2010), deutscher Politiker, Bürgermeister von Sigmaringen
- Rudolf Kuhn (Kunsthistoriker, 1939) (1939–2022), deutscher Kunsthistoriker und Hochschullehrer
- Rudolf Edwin Kuhn (1920–2001), deutscher Kunsthistoriker
- Rudolf Theodor Kuhn (1842–1900), deutscher Fotograf

### S
- Sandra Kuhn (* 1981), deutsche Journalistin
- Sandy Taikyu Kuhn Shimu (* 1972), Schweizer Zen-Buddhistin und Autorin
- Siegfried Kuhn (1893–1915), deutscher Komponist
- Simone Kuhn (* 1980), Schweizer Volleyballspielerin
- Stefan Kuhn (* 1979), kanadischer Skilangläufer
- Steffi Kuhn (* 1996), deutsche Volleyballspielerin
- Stephan Kuhn (* 1964), deutscher Fußballspieler
- Steve Kuhn (* 1938), US-amerikanischer Jazzmusiker
- Steven E. Kuhn (* 1967), US-amerikanischer Reformer

### T
- Theodor Kuhn (Physiker) (1877–1930), Schweizer Lehrer und Physiker
- Theodor Kuhn (Ingenieur) (1883–1970), Schweizer Ingenieur
- Thomas Kuhn (Künstler) (1948–1992), Schweizer Maler und Bildhauer
- Thomas Kuhn (Finanzwissenschaftler) (* 1955), deutscher Finanzwissenschaftler und Hochschullehrer
- Thomas Kuhn (* 1965), deutscher Musiker, siehe Dieter Thomas Kuhn
- Thomas Kuhn (Handballspieler) (* 1995), österreichischer Handballspieler
- Thomas Kuhn-Treichel (* vor 1990), deutscher Altphilologe
- Thomas K. Kuhn (Thomas Konrad Kuhn; * 1963), deutscher Kirchenhistoriker
- Thomas M. Kuhn (Thomas Michael Kuhn; * 1966), deutscher Journalist
- Thomas S. Kuhn (Thomas Samuel Kuhn; 1922–1996), US-amerikanischer Physiker und Wissenschaftsphilosoph
- Tilmar Kuhn (* 1970), deutscher Schauspieler
- Tim Kuhn (* 1980), deutscher Kameramann
- Tobias Kuhn (* 1975), deutscher Musiker, Singer-Songwriter, Komponist und Musikproduzent
- Tomas Kuhn (* 1971), deutscher Jurist, Rechtswissenschaftler und Hochschullehrer

### U
- Ulrich Kuhn-Hein (* vor 1963), deutscher Kochbuchautor
- Ursula Kuhn (1925–1999), deutsche Schriftstellerin

### V
- Vollrad Kuhn (* 1956), deutscher Politiker (Bündnis 90/Die Grünen)

### W
- Waldemar Kuhn (Ministerialrat) (1885–1968), deutscher Regierungs- und Baubeamter, Ministerialrat im Reichsarbeitsministerium, Berliner Stadthistoriker und Autor
- Waldemar Kuhn (Bildhauer) (1923–2015), deutscher Bildhauer
- Walt Kuhn (Baseballspieler) (1887–1935), US-amerikanischer Baseballspieler
- Walter Kuhn (Volkskundler) (1903–1983), deutscher Volkskundler und Historiker
- Walter Kuhn (Ringer) (* 1932), deutscher Ringer
- Walter Kuhn (Künstler) (* 1946), deutscher Aktionskünstler
- Walter Kuhn (Informatiker) (* 1964), deutscher Informatiker
- Walter Francis Kuhn (1877–1949), US-amerikanischer Maler, Cartoonist und Lithograf, siehe Walt Kuhn
- Walter Friedrich Kuhn (genannt Kongo; 1916–2007), Schweizer Maler, Grafiker und Radierer
- Walther Kuhn (1930–2006), deutscher Gynäkologe
- Wenzel Kuhn (1854–1933), österreichischer Politiker (CSP), Abgeordneter zum Nationalrat
- Werner Kuhn (Physikochemiker) (1899–1963), Schweizer Physikochemiker
- Werner Kuhn (Politiker, 1941) (* 1941), deutscher Politiker (FDP)
- Werner Kuhn (Leichtathlet), Schweizer Hürdenläufer
- Werner Kuhn (Politiker, 1955) (* 1955), deutscher Politiker (CDU)
- Werner Kuhn (Geoinformatiker) (* 1957), Schweizer Geoinformatiker
- Wessel Kuhn (* 2006), niederländischer Fußballspieler
- Wibke Kuhn (* 1972), deutsche Übersetzerin
- Wilfried Kuhn (1923–2009), deutscher Physiker und Physikdidaktiker
- Wilhelm Kuhn (Architekt, I), deutscher Architekt
- Wilhelm Kuhn (Architekt, 1851) (1851–nach 1913), deutscher Architekt
- Wilhelm Kuhn (Ingenieur) (1852–1925), Schweizer Ingenieur und Tierschützer
- Wilhelm Kuhn (Maler) (1910–2004), deutscher Maler
- Willi Kuhn (1911–1982), deutscher Politiker (KPD, SED) und Gewerkschafter
- Wolfgang Kuhn (Biologe) (1928–2001), deutscher Biologe und Didaktiker
- Wolfgang Kuhn (Bildhauer) (1933–2019), deutscher Bildhauer
- Wolfgang Kuhn (Manager) (* 1956), deutscher Bankmanager
- Wolfgang Strengmann-Kuhn (* 1964), deutscher Politiker (Bündnis 90/Die Grünen)
- Wolfgang E. Kuhn, Musikwissenschaftler

### X
- Xavier Kuhn (* 1978), französischer Freestyle-Skier